# معمارية العمليات
معمارية العمليات تشير إلى التصميم الإنشائي لأنظمة العمليات العامة وينطبق على مجالات مثل الحواسيب (البرامج، والأجهزة، والشبكات، وغيرها)، والعمليات التجارية (بنية المؤسسات، والسياسة والإجراءات، واللوجستيات، وإدارة المشاريع، وغيرها)، وأي نظام عمليات آخر ذي درجات متباينة من التعقيد.
تعرف العمليات بوصفها مجموعة من المدخلات، والمخرجات، وطاقة لازمة لتحويل المدخلات إلى مخرجات. ويتضمن استخدام الطاقة أثناء التحويل فترة من الوقت: فتستغرق العملية وقتًا حقيقيًا لتنفيذ الإجراءات المرتبطة بها. وتعرف العملية التي تتطلب أيضًا مساحة لإيجاد المدخلات/المخرجات والتحويل بأنها: عملية تستخدم مكانًا حقيقيًا.
ويعد نظام العملية نظامًا (علوم) متخصصًا للعمليات، فتتألف العمليات من عمليات. وتتشكل العمليات المركبة من عدة عمليات تتشكل بدورها من عدة عمليات. وهو ما يسفر عن تراتبية هيكلية للتجريد. إذا خضع نظام أي عملية للدراسة بشكل تراتبي، فمن الأسهل فهم أن معمارية العملية وإدارتها تتطلب القدرة على فهم أنظمة العملية بشكل تراتبي. ولدراسة النمذجة التخطيطية لمعمارية العملية، يتم استخدام شبكات بتري الثنائية. ومن الممكن العثور على التفسير الرياضي لمعماريات العملية في حساب تفاضل وتكامل نظم الاتصالات وحساب تفاضل وتكامل-π.
كما ينظر إلى هيكل نظام العمليات، أو معماريتها، بوصفه علاقة ثنائية بـالبنية التحتية والبنية الأعلى. تصف البنية التحتية الأجزاء المكونة لنظام العمليات وتفاعلاتها. وتهتم البنية الأعلى بالنظام الأعلى الذي يعد نظام العملية جزءًا منه. (يجب الحذر من الخلط بين البنية الأعلى والبنية الفوقية، والتي تعد جزءًا حقيقيًا من البنية التحتية المخصصة للدعم (الخارجي).) ومع اجتياز معمارية العمليات وانتقالها من مستوى لآخر من مستويات التجريد، تصبح البنية التحتية أساسًا للبنية الأعلى والعكس صحيح عندما تنظر داخل النظام أو خارجه.
وتظهر متطلبات نظام العمليات عند كل مستوى هرمي. كما تأتي متطلبات الصندوق الأسود لأي نظام من بنيته الأعلى. وتكون متطلبات العميل هي متطلبات الصندوق الأسود القريبة من قمة التسلسل الهرمي لمعمارية عملية ما، إن لم تكن عندها. بينما تنبع متطلبات الصندوق الأبيض، مثل قواعد الهندسة، وبنية لغة البرمجيات، وغيرها من البنية التحتية لنظام العملية.
إن أنظمة العمليات هي ظاهرة ثنائية للتغيير/اللا تغيير أو التكوين/التحويل وما إلى ذلك، كما
أنها ملائمة تمامًا حتى يمكن نمذجتها بواسطة نظام النمذجة الثنائي لـشبكة بيتري وخاصة فئة العمليات في شبكة بيتري الثنائية حيث يمكن محاكاة العمليات بها في الوقت والمكان الحقيقي، كما أنها تخضع للدراسة بشكل تراتبي.